# Baula
|  | Per a altres significats, vegeu «Baula (Islàndia)». |

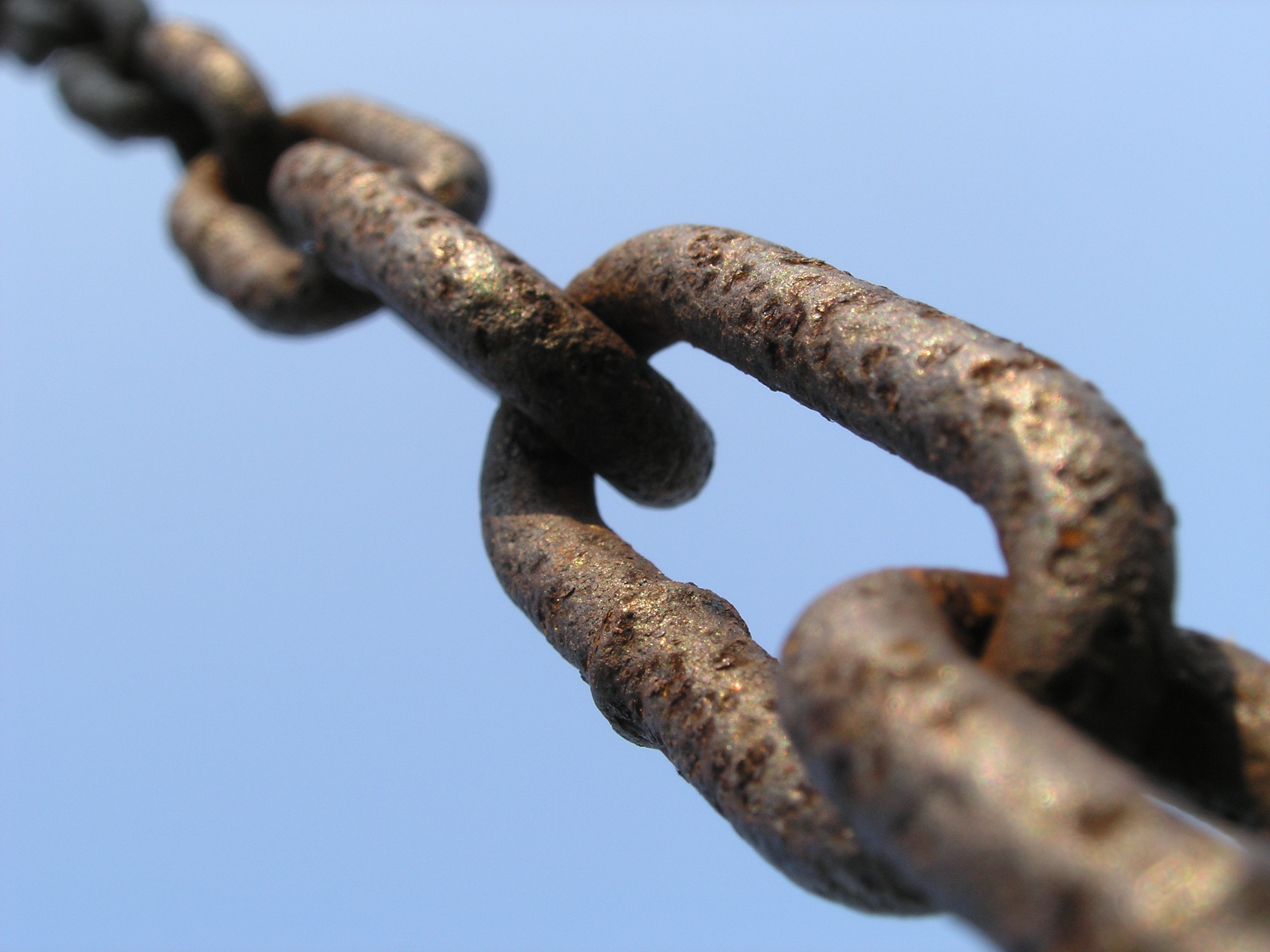
Una sèrie de baules fa una cadena.

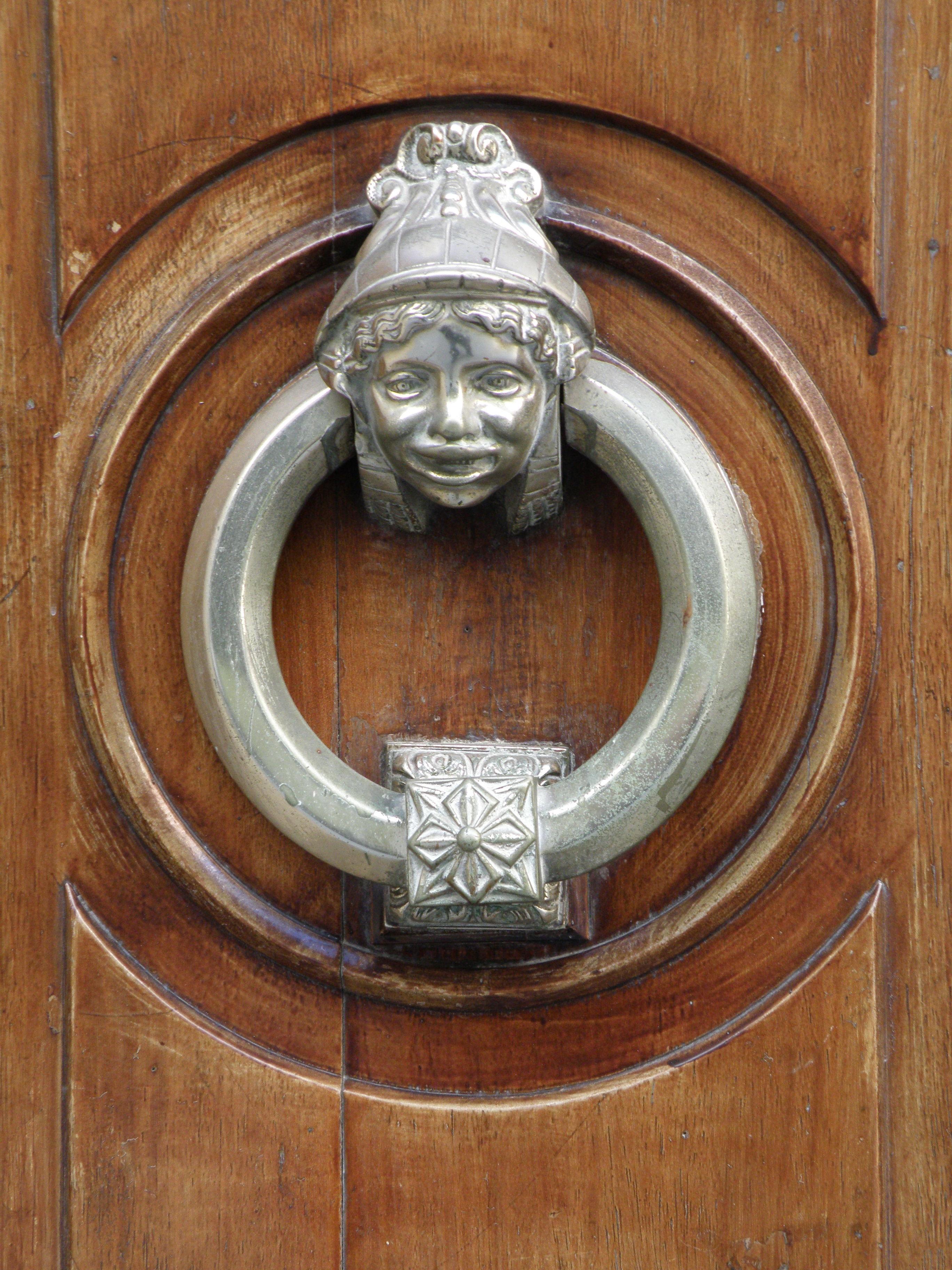
Baula a la Casa Guardiola-Boule a Reus

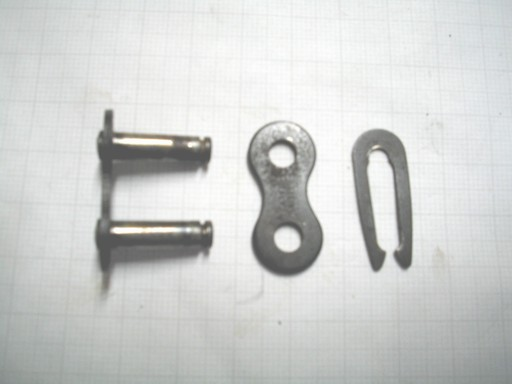
Baula mestra d'una cadena de bicicleta

Una baula, esclavó o ant. cadenó és cadascun dels anells o elements que formen una cadena. També se sol aplicar el terme a baules de cadenes en sentit metafòric, com ara alimentàries, humanes, etc. Les baules d'una cadena com a tal normalment són metàl·liques. Se solen tallar mitjançant una cisalla. Quan cal poder obrir i tancar la cadena de manera no destructiva, com en les cadenes de bicicletes, s'utilitza una baula mestra. En altres aplicacions és un mosquetó que reemplaça la darrera baula.
Baula es diu també d'un anell mòbil que serveix de picaporta o de nansa de calaixos.

## Nota
1. ↑  «Baula». Gran Enciclopèdia Catalana.  Barcelona:  Grup Enciclopèdia Catalana.
2. ↑  Carles Riba i Romeva. Disseny de màquines.  Edicions UPC, 1994, p. 95–. ISBN 9788483011904 [Consulta: 2 abril 2011].
3. ↑  «Baula». Gran Enciclopèdia Catalana.  Barcelona:  Grup Enciclopèdia Catalana.